# Bollywood Movie Award/Bestes Drehbuch
Der Bollywood Movie Award Best Screenplay ist eine Kategorie des jährlichen Bollywood Movie Awards für indische Filme in Hindi.
Karan Johar ist dreimaliger Gewinner.

## Liste der Preisträger
| Jahr | Film                     | Drehbuchautoren                            |
| ---- | ------------------------ | ------------------------------------------ |
| 1999 | Kuch Kuch Hota Hai       | Karan Johar                                |
| 2000 | kein Preis               | kein Preis                                 |
| 2001 | Mohabbatein              | Aditya Chopra                              |
| 2002 | Kabhi Khushi Kabhie Gham | Karan Johar und Sheena Parikh              |
| 2003 | Devdas                   | Sanjay Leela Bhansali und Prakash Kapadia  |
| 2004 | Kal Ho Naa Ho            | Karan Johar                                |
| 2005 | Hum Tum                  | Kunal Kohli und Siddharth Raj Anand        |
| 2006 | Parineeta                | Vidhu Vinod Chopra und Pradeep Sarkar      |
| 2007 | Rang De Basanti          | Rakeysh Omprakash Mehra und Rensil D’Silva |